# Günter Wagner (Schriftsteller)
Günter Wagner (* 27. Dezember 1925 in Braunschweig; † 25. Januar 1997 wohl ebenda) war ein deutscher Kinder- und Jugendbuchautor, Volks- und Hauptschullehrer sowie Dozent an der Volkshochschule Braunschweig. Er veröffentlichte zudem unter dem Pseudonym Wally Jacobs und widmete sich in seinen späteren Jahren auch dem Schreiben von Kriminalromanen.

## Leben und Wirken
Günter Wagner wurde am 27. Dezember 1925 als Sohn eines Werksmeisters in Braunschweig geboren und wurde aufgrund überdurchschnittlicher Leistungen um das Jahr 1937 an die Reichsschule Feldafing geschickt. Das Arbeiterkind absolvierte die NS-Eliteschule mit gutem Erfolg und war 1943 Offizierbewerber der großdeutschen Wehrmacht. Nach seiner abgeschlossenen Schulausbildung versah er während des Zweiten Weltkriegs einen Arbeitsdienst und war Funker bei der Kriegsmarine. Laut einem Bericht im Spiegel vom 9. September 1958 „versuchte er bis Kriegsende immer noch, an die Genialität seines Führers und an Wunderwaffen zu glauben, die den Endsieg herbeizwingen würden.“ Nach Kriegsende war er von 1945 bis 1947 als Hilfsarbeiter in einem Depot der britischen Besatzer beschäftigt und diente danach von 1947 bis 1949 bei britischen Rheinarmee als Dolmetscher. In den Jahren 1950 bis 1952 studierte er an der Pädagogische Hochschule Hannover und diente danach bis zu seiner Pensionierung 1986 als Volks- und später als Hauptschullehrer. Daneben wirkte er auch noch als Dozent an der Volkshochschule seiner Geburts- und Heimatstadt. Ab dem Jahr 1971 war er Mitglied des niedersächsischen Landesverbands des Verbandes deutscher Schriftstellerinnen und Schriftsteller. Ab den späten 1950er Jahren verfasste er vorrangig Hörspiele und Jugenderzählungen, tat sich in den Jahren vor seinem Tod jedoch auch als Kriminalbuchautor hervor.
Günter Wagner veröffentlichte eine Vielzahl an Werken, die sich über mehrere Jahrzehnte erstreckten. Seine schriftstellerische Laufbahn begann 1958 mit dem Roman Die Fahne ist mehr als der Tod. Roman einer Generation, einen Bericht über seine Jugendzeit während der NS-Herrschaft, und setzte sie in den folgenden Jahren mit zahlreichen Jugenderzählungen und Hörspielen fort. Besonders in den 1960er- und 1970er-Jahren erschienen zahlreiche Jugendbücher wie Schnups, der Klassenhund (1965), Der Sklaverei entronnen (1967) oder Johnny in Afrika (1969). Auch gesellschaftlich relevante Themen fanden Eingang in sein Werk, etwa mit Flucht aus der Hölle Vietnam (1984) oder Fatma und Franzi. Eine türkisch-deutsche Freundschaft (1986). Neben Kinder- und Jugendbüchern verfasste er gereimte Vorträge sowie Erzählungen, darunter die Lyrische Biografie (1991). In seinen späteren Jahren wandte er sich verstärkt der Kriminalliteratur zu und veröffentlichte mehrere Kriminalromane wie Der Tote in der Tonne (1995), Die Tote vom Bahndamm (1996), Die Spur des Mörders (1996) und Testament für einen Mörder (1997). Im Verlauf der Jahrzehnte veröffentlichte Wagner etwa 50 verschiedene Bücher.
Am 25. Januar 1997 starb Wagner 71-jährig, wohl in seiner Heimatstadt, und wurde auf dem dortigen Hauptfriedhof beerdigt (Abt. 64, Ord. II (W), Nr. 152).

## Werke (Auswahl)
- 1958: Die Fahne ist mehr als der Tod. Roman einer Generation
- 1959: Das Spielzeugauto – Regie: N. N. (Hörspiel – SFB)[2]
- 1964: Gewitter ̈uber dem See
- 1965: Schnups, der Klassenhund (Neuauflage, 1977)
- 1967: Die große Flut
- 1967: Der Sklaverei entronnen
- 1968: Johnnys Abenteuer an Bord (Neuauflage, 1973)
- 1968: Eine Bombenelf (Neuauflage, 1982; Neuauflage, 1993)
- 1968: Der verrückte Graf
- 1968: Santiago – drauf!
- 1969: Johnny in Afrika
- 1972: Wo steckt Daisy?
- 1972: Wer fuhr das hellgraue Auto?
- 1976: Lieber Hund sucht ein Zuhause (unter dem Titel: Lucky, die Glückliche. Lieber Hund sucht ein Zuhause, 1992)
- 1976: Aufruhr in Zelt 3
- 1976: Johnny in Südafrika
- 1977: Tim sucht Freunde
- 1978: Für 5 Mark Südafrika
- 1978: Ulla und ihre Affen
- 1979: Wolle wird Chefredakteur
- 1979: Tim macht das Rennen
- 1979: Tim und seine Freunde (Sammelband)
- 1980: Drei jagen das Phantom
- 1980: Verdammte Rasselbande (Neuauflage, 1993)
- 1981: Mit Oma in Indien
- 1982: Ute setzt sich ein
- 1982: Mohrchen soll leben
- 1983: Tim braucht seine Freunde
- 1984: Flucht aus der Hölle Vietnam
- 1984: Vier gegen eine ganze Bande
- 1985: Pferde… Pferde…
- 1985: Extrablatt! Extrablatt!
- 1986: Fatma und Franzi. Eine türkisch-deutsche Freundschaft
- 1986: Old Barney und seine Siebte
- 1986: Gereimte Vorträge für Bühne und Bütt
- 1988: Empfänger unbekannt verzogen…
- 1989: Unser frecher Spatz
- 1990: Einsame Wege. Gedanken zum Zeitgeschehen
- 1990: Steffi setzt sich durch
- 1991: Lyrische Biografie
- 1993: Batzi, ein Hundeleben
- 1995: Der Tote in der Tonne (Kriminalroman)
- 1996: Mein Bruder Adolf (Erzählung)
- 1996: Die Tote vom Bahndamm (Kriminalroman)
- 1996: Die Spur des Mörders (Kriminalroman)
- 1997: Testament für einen Mörder. Kriminalroman für junge und junggebliebene Leser